# 동일본 여객철도 키하E200형 동차

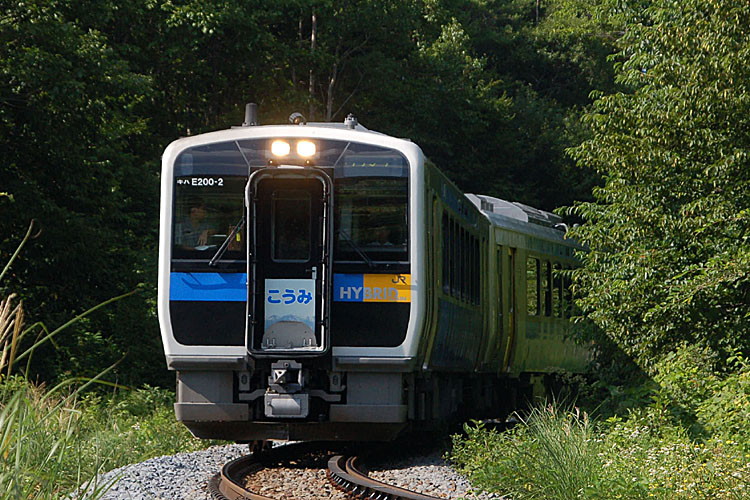
고우미 선을 주행하는 키하E200형
（2007년 8월 12일）

키하E200형 동차(일본어: キハE200形気動車)는 동일본 여객철도(JR동일본)의 하이브리드 디젤동차이다.

## 개요
2003년에 시작된 캐논 E991형 「NE 트레인」의 시험결과에 따라 2007년에 세계 최초로 영업용으로 투입된 하이브리드식 철도차량이다. 3량이 양산 선행차로 도큐차랑 제조에서 생산되고, 소해선 영업소에 배치되어 7월 31일부터 소해선 영업운전에 들어갔다.동선에서의 영업 운전 개시부터 2009년까지의 약 2년간에 걸쳐서 양산차 도입을 향한 데이터 수집을 실시하고 있었다.
「환경 세기에 어울리는 최신 기술을 이용한 하이브리드 기동차의 실현」이라고 하는 특징이 평가되어 철도우회의 2008년도 로렐상을 수상했다.
차량형식은 하이브리드에 덧붙여 「HB」가 채용되었다.본형식 이후, JR동일본에서는 같은 하이브리드 기동차로서 2010년에 HB-E300계, 2015년에 센고쿠 도호쿠 라인 전용으로서 HB-E210계를 각각 도입하고 있다.

## 구조

### 차체
양운전대차로, 차체는 먼저 등장한 기하 E130계 기동차에 가깝고, 전장 20m의 경량 스테인리스제 폭 넓은 차체(차체폭 2,920mm)를 채용하고, 허리부분부터 아래를 좁힌 형상으로 하고 있다. 또한 측면에서의 충격에 대한 안전 향상 대책이 도모되어 있다. 바닥면 높이는 레일면으로부터 1130 mm로, 기하 110계와 비교해서 45 mm낮아져 있다.기하 E130계와의 차이점은 측문이 한쪽 2개소의 한쪽 열림(유효폭 1,000mm)이라는 점, 마루 하기기가 많기 때문에 대차간 거리를 14,300mm(기하 E130계는 13,800mm)로 연장했다는 점이다.
도장은 고우미선이 갖는 고원의 이미지보다 청색을 기조로 황색 띠를 두른 배색으로 하여 새로운 시스템임을 알리기 위해 "HYBRID TRAIN" 문자(TRAIN은 HYBRID의 D 부분에 작은 글씨로 그려져 있음)가 발췌문자로 표시되어 있다.

### 내장
배리어 프리 대책으로 기하 E130계와 마찬가지로 통로 부분의 바닥면 높이는 키하 110계보다 45mm 낮출 수 있다. 또한 노약자석 부분에서 손잡이 높이도 기하 110계보다 40mm 낮아졌으며(색상은 오렌지로 손잡이도 오렌지색, 형상은 다른 부분도 포함해 E531계 전동차와 동일), 스탠션 폴 설치도 이루어지고 있다(형상은 E233계 전동차와 동일). 걸터앉은 폭(롱시트 부분)은 기하 110계에 비해 20mm 확대되었다.고부치자와 방의 출입구 부근에는 휠체어 대응의 자동문이 달린 대형 화장실을 설치해, LED식의 여객 안내 장치나 도어 차임·도어 개폐 고지등을 채용했다.또 자동방송장치는 원맨 운전 외에 차장승무 시에도 사용된다.
운전대에 설치된 모니터 장치나 화장실 부근에 설치된 액정 디스플레이에서는 에너지 전환 상황이 실시간으로 나타난다.

## 기기·제어 시스템
디젤 엔진과 리튬 이온 축전지(지붕 위에 설치)를 조합해 차륜의 구동에 바구니형 삼상 유도 전동기를 사용한다. 하이브리드 시스템은 히타치 제작소가 개발한 것으로 엔진의 동력을 직접 구동력에는 사용하지 않고 발전기를 회전시키는 전력용으로 사용되며 발전기로부터의 전력과 탑재된 축전지의 전력과 조합하여 모터를 구동하는 '시리즈 하이브리드' 방식으로 불리는 시스템으로 전동차의 기술을 최대한 사용할 수 있는 것이 특징이다. 시스템을 구성하는 기기류는 엔진과 그에 직결된 발전기를 가진 엔진발전기, 주회로용 축전지, 주변환장치, 윤축구동용 모터로 구성되어 있으며, 역행시에는 주회로용 축전지로부터의 전력 또는 주회로용 축전지와 엔진발전기로부터의 양쪽 전력을 사용하여 주변환장치에 내장된 VVVF 전동버터장치에 의해 VVVF인버터에서 구동시킨다. 제동 시에는 회생 브레이크에 의해 모터에서 발생한 전력을 VVVF 인버터 장치를 통해 주회로용 축전지에 충전한다. 또, 엔진 발전기의 기동 또는 정지는, 주회로용 축전지의 충전 상태에 의해, 자동적으로 행해지고 있다. 또, '에너지 관리 제어시스템'을 탑재하고 있어 각 장치로부터의 정보를 집약해 최적의 동작지시를 각 장치에 실시함으로써 엔진발전기와 최적의 축전지의 충방전을 제어하고 있다.
엔진 발전기에는, 배기가스 대책을 위해, 커먼 레일 방식의 연료 분사 장치를 사용한 직분사식 직렬 6기통 횡형 디젤 엔진(코마츠제 SA6D140HE-2, JR형식은 DMF15HZ 정격 출력 331 kW(450PS) 정격 회전수 2100rpm×1)과 발전기(DM113형 교류 발전기, 출력 270 kW×1)를 조합하고 있다. 주회로용 축전지에는, 출력 밀도가 높고, 경량 고출력의 IC122형 리튬 이온 배터리가 사용되고 있어 1량 당의 용량은 15.2 kWh이다. 또, 축전지에 불편이 발생했을 경우를 고려하여, 2군 구성으로서 용장성을 갖게 하고 있다. 주제어장치에는 CI 20형 주전환장치를 탑재하고 있으며, 보조기류와 서비스용 전원장치인 정지형 인버터(SIV)와 일체적으로 구성되어 있다. 보조 전원장치의 용량은 50KVA이다.
주전동기는 E231계에 사용되는 MT73형을 베이스로 한 MT78형 유도전동기(정격출력 95kW)를 1량당 2개, 동력대차에 장비하였다. 대차는 E531계에서 사용되는 대차를 기본으로 기하 E200계 소제방에 동력대차의 DT75형·오부치자와방에 부수대차인 TR260형을 사용하고 있다.
차량의 바닥 밑에는 주변환장치, 엔진발전기, 엔진라디에이터, 제어용 축전지함, 브레이크제어장치가 가득하며 그 때문에 차량의 옥상에는 집중식 냉방장치를 사이에 두고 전위에 주회로용 축전지를 2개, 후위에 원공기 저장장치를 일부 탑재하였다. 또 각 차에는 보조 전원으로 작동하는 MH3125-C600N형 전동 공기압축기(CP)를 탑재했다.
가속도는 기하110계 상당의 2.3km/h/s를 가지고 있다. 또한 같은 하이브리드 시스템을 가진 HB-E300계와는 병결운전을 할 수 있는 기능을 가지고 있으며, 실제로 나가노 지구 전용인 HB-E300계와의 시운전 시에 병결시험을 실시하고 있다.
하이브리드 시스템과 커먼레일식 엔진 채용으로 축전지를 효율적으로 조합하여 환경부하 저감을 도모하고, 기존 기하110계 기동차에 비해 배기중인 질소산화물(NOx)과 입자상물질(PM)의 60% 저감을 달성하였다.또 아울러 연료 소비량은 기복이 심한 오미선에서 약 10%저감을 달성했다. 아이들링 스톱으로 역 정차 시 소음은 약 30데시벨까지 감소한다.

## 운용
2007년 7월 31일부터 고우미선에서 영업운전을 개시했다. 출발식이 있던 날은 3량 편성으로 운행했지만 보통은 2량 편성으로 운행되고 1량은 예비차다.통상기에는 고모로역 - 고부치자와역까지 1회 왕복하는 운용이지만, 고부치자와역 - 노베야마역 간에 임시열차가 증발되는 경우는 임시열차 중심으로 운용되고 있다.
영업 개시부터 당분간은 선두차의 전면에 애칭의 「고미」의 사인을 장착해, 사용 열차는 「JR시간표」에 「하이브리드 차량으로 운전」이라고 명기되어 있었다. 그러나 2020년 현재는 헤드 마크는 생략 되어 있어 동시간표에서도 운용이 기재되지 않게 되었다.